# Gesellschaft der freien Männer
Die literarische Gesellschaft der freien Männer zu Jena, die sich gelegentlich auch Litterärische Gesellschaft nannte, war ein Studentenbund, der unter dem Eindruck und dem Einfluss der Philosophien Carl Leonhard Reinholds und insbesondere Johann Gottlieb Fichtes gegründet wurde und in dem Studenten aller Fakultäten und Landsmannschaften Mitglied werden konnten.

## Geschichte
Der Bund war stark durch die Ideen der Französischen Revolution geprägt und lehnte feudal-mittelalterliche Sitten, wie sie von den mehr oder weniger geheimen Studentenorden vertreten wurden, z. B. Duelle, ab. Grundlage des Bunds war eine Vorlesung von Fichte über die Bestimmung des Gelehrten; die Mitglieder wollten sich durch Reflexion „zum Repräsentanten der besseren Menschheit […] bilden“ (Gründungsmitglied Smidt).
Die Gründungssitzung mit zehn Gründungsmitgliedern fand am 1. Juni 1794 statt. An der gesetzgebenden Constitution, die mehrmals überarbeitet wurde, soll auch Fichte mitgewirkt haben; er nahm jedoch nur ein einziges Mal, am 17. September 1794, an einer Versammlung der Gesellschaft teil.
Man versammelte sich mittwochabends, wobei meist acht bis zwölf Mitglieder vertreten waren. Während der Zeit ihres Bestehens bestand die Gesellschaft aus insgesamt ca. 50 Mitgliedern. Bei den Treffen wurden von den Mitgliedern regelmäßig Vorträge gehalten, deren Titel im Protokollbuch der Gesellschaft erhalten sind (nicht jedoch der Wortlaut); es sind Titel repräsentiert wie z. B. Ueber den Einfluß der Universität auf die Cultur Deutschlands. Die Behörden betrachteten diese Vereinigung skeptisch, weil sie revolutionäre Bestrebungen befürchteten, die jedoch von der Gruppe nicht ausgingen.
Spätestens schon 1796 wurde von den Mitgliedern eine Stagnation im Leben der Gesellschaft festgestellt, unter anderem auch deswegen, da manche der früheren Mitglieder aus beruflichen Gründen Jena schon verlassen hatten. Stillschweigend löste sich die Gesellschaft auf: der letzte Eintrag ins Protokollbuch stammt vom 6. März 1799. Es ist die Zeit, in der auch Fichte wegen des Atheismusstreits Jena verlassen musste.
Die Nachwirkungen der Gesellschaft waren beachtlich, da viele Mitglieder auch weiterhin Kontakte zueinander pflegten und andernorts ähnliche Gesellschaften von ihnen mitbegründet oder beeinflusst wurden, namentlich in Göttingen, Bremen und Oldenburg, auch in Bern wollten ehemalige Mitglieder eine ähnliche Gesellschaft gründen. Die Gesellschaft der freien Männer spielte für einige später recht bekannt gewordene Mitglieder eine erhebliche Rolle, sowohl als Beziehungsnetz als auch als geistige Grundlage ihres späteren Wirkens. Das gilt vor allem für Johann Friedrich Herbart, einen der Begründer der modernen Pädagogik und Psychologie: Sowohl die gemeinsame Auseinandersetzung mit Fichtes Lehre in der Litterärischen Gesellschaft als auch die Freundschaft mit dem späteren Bremer Ratsherrn und Bürgermeister Johann Smidt erlangte Bedeutung für seinen Lebensweg.

## Gründungsmitglieder
- Johann Smidt (1773–1857)[1][2]
- Johann Ludwig Bernhard Meister (1773–1844)
- Friedrich Ludwig Lindner (1772–1845)
- Ludwig Reinhold Stegmann (1770–1849)
- Pomian Pesarovius (1776–1847)
- Claude-Camille Perret (1769–1834)[2]
- Wilhelm Georg Krüger (1774–1835)
- Johann Eduard Pohrt (1771–1834)
- Anton Heinrich Bärnhoff (1773–1835)
- Ernst Moritz von Vegesack (1773–1816)

## Weitere Mitglieder u. a.
- Johann Erich von Berger (1772–1833)[2]
- Casimir Ulrich Boehlendorff (1775–1825)
- Christoph von Breuning (1771–1841)
- Christian Friedrich Callisen (1777–1861)
- Johann Erichson (1777–1856)
- Friedrich August Eschen (1776–1800)[3]
- Johann Rudolf Fischer (1772–1800)[1][2]
- Johann Diederich Gries (1775–1842)[3]
- Johann Friedrich Herbart (1776–1841)
- Ludwig Friedrich August Hoffmeister (1776–1832)
- Gottlieb Friedrich Carl Horn (1772–1844)
- August Ludwig Hülsen (1765–1809)[2]
- Joachim Heinrich Kaufmann (aus Danzig, in Jena immatrikuliert am 12. Mai 1794)[4]
- Friedrich Köppen (1775–1858)[1]
- Albrecht Friedrich May (1773–1853)[5]
- Malthe (Matthäus) Christian Möller (1771–1834)
- Friedrich Muhrbeck (1775–1827)[1]
- Johann Georg Wilhelm von Raison (1775–1836)[6]
- Martin Ernst Reimers (1775–1826)
- Karl Schildener (1777–1843)
- Johann Rudolf Steck (1772–1805)
- Theodor Ziemssen (1777–1843)